# Ravnice (żupania primorsko-gorska)
Ravnice – wieś w Chorwacji, w żupanii primorsko-gorskiej, w mieście Čabar. W 2011 roku liczyła 39 mieszkańców.